# Michel Deneken
Michel Deneken, né le 17 août 1957 à Strasbourg, est un prêtre catholique et théologien français, président de l’université de Strasbourg du 16 septembre 2016 au 18 mars 2025.

## Biographie

### Famille, études, prêtrise
Né à Strasbourg, Michel Deneken grandit à Lingolsheim dans une famille modeste, son père est chauffeur, et sa mère élève ses quatre enfants. Il entre en religion « comme Obélix est tombé dans le chaudron », se réclame de saint Thomas d’Aquin et saint Anselme et fait son service militaire à Issoire dans le Massif central.
Il fait ses études secondaires au lycée Kléber et ses études de théologie et de germanistique à l’université des sciences humaines de Strasbourg. Il soutient sa thèse de théologie catholique en 1986, sur la « conception sacrificielle du christianisme ». 
Ordonné prêtre pour le diocèse de Strasbourg, il est aumônier de la branche « compagnons » des Scouts de France du Haut-Rhin puis curé de la paroisse Saint-Amand de Strasbourg, dans le quartier de la Meinau jusqu’en 2000.

### Parcours universitaire
Michel Deneken enseigne au lycée Schweitzer de Mulhouse puis devient maître de conférences en 1989. Habilité à diriger des recherches en 1997, il est nommé professeur des universités en 2003.
Il est doyen de la Faculté de théologie catholique de Strasbourg de 2001 à 2009, mais aussi directeur du Service de l’action culturelle de l’Université Strasbourg II de 2002 à 2007. En 2008, l’Université Strasbourg II fusionne avec les universités I et III de la ville.
En 2013, il est élu président de l’ADUEIS (Association pour le développement des liens université-entreprises dans les industries de santé).
Vice-président de l’université de Strasbourg, il en devient le président en succédant à Alain Beretz le 13 décembre 2016,.
En mars 2025, à 67 ans, Michel Deneken arrive à la fin de son mandat universitaire.

### Polémiques et prises de position

#### Sur son élection à la présidence de l’Unistra
L’AFGES Les étudiant-e-s d’Alsace, majoritaire, le félicite pour son élection, indiquant que sa qualité de prêtre « n’a jamais été un problème ». Il est également soutenu par l’UNI locale. Mais pas par le SNESUP-FSU, qui considère qu’il y a entorse au principe de laïcité. Il est aussi critiqué par l’UNEF locale, allié aux EMF, ainsi que par l’UEC locale qui dénoncent sa supposée proximité avec le Vatican. En décembre 2017, le tribunal administratif de Strasbourg rejette cette requête,. En juin 2018, le Conseil d’État confirme qu’un prêtre peut présider une université. En avril 2018, un graffiti, peint dans l’atrium de l’université, menace Michel Deneken de mort, et lui reproche ses liens avec l’Église catholique,.
En octobre 2017, il provoque une polémique en proposant la mise en place d’une charte de communication à adopter par les enseignants et chercheurs dans leurs communications extérieures (« procédure presse »), une démarche classique pour une entreprise ou une administration, mais qui offusque le milieu académique qui parle alors d’« entrave à la liberté d’expression ».

#### Sur l’affaire de la collection de squelettes juifs du professeur Hirt,
En 2022, dans le cadre des débats portant sur la Collection de squelettes juifs du professeur Hirt, de l’Université du Reich de Strasbourg, il déclare que « l’université de Strasbourg ne dissimulera rien du passé. Les restes humains ne proviennent pas d’expériences criminelles. Après, nous avons tous les cas de figure ici de la barbarie nazie. Le matériel humain fourni à Hirt par exemple. Il faisait en fait ce qui était dans la logique de tout ce qui se faisait dans les facs de médecine allemande. Alors comme l’Alsace est française aujourd’hui, cela fait une exception française, mais Strasbourg n’était pas exceptionnelle par rapport à ce qui se faisait dans les universités allemandes ».

#### Sur l’antisémitisme
Le 12 novembre 2024, sur les marches du Palais universitaire pour manifester contre l’antisémitisme, Michel Deneken déclare : « Ce matin, je regarde le visage de Marianne et je tremble à l’idée qu’elle soit défigurée par la lèpre de l’antisémitisme. Les Juifs ne doivent plus avoir peur de vivre sur notre terre, qui est celle des droits de l’Homme et de la construction de la paix. »

### Retour à la vie religieuse
Michel Deneken n’a jamais cessé d’officier comme prêtre et continue à célébrer la messe en paroisse pendant son mandat à la tête de l’université. 
En juin 2025, Pascal Delannoy, archevêque de Strasbourg. le nomme curé de la paroisse Saint-Louis, dans le quartier de la Robertsau avec effet au 1er septembre 2025.

## Publications
Face à certains mystères de la religion catholique, Michel Deneken affirme : « Clairement, qu’est-ce que ça fait dans ma vie personnelle que Jésus soit ressuscité ? Il y a une vraie panne, aujourd’hui, des discours sur l’espérance, sur l’avenir et la beauté du monde qui atteint aussi l’Église. ».

### Ouvrages
- Le salut par la croix dans la théologie catholique contemporaine, Paris, éd. du Cerf, 1988, 419 p.
- Une Église locale face au nazisme : l’Église d’Alsace, Strasbourg, Ercal Éditions, 1988, 218 p.
- La foi pascale. Rendre compte de la résurrection de Jésus aujourd’hui, Paris, éd. du Cerf, 1997, 674 p.
- « Où donc est votre Dieu ? » Parler aujourd’hui de la Providence, Paris, Desclée de Brouwer, 1998, 204 p.
- La doctrine de la justification. Déclaration commune », traduction française officielle et commentaire de la Déclaration luthéro-catholique sur la doctrine de la justification, Paris–Genève, 1999, 108 p.
- Johann Adam Möhler, Paris, Cerf, coll. « Initiation aux théologiens », 2007, 347 p.

### Articles
- « Le salut en Jésus Christ et la rencontre des religions », dans François Bœspflug et Yves Labbé, Assise, 10 ans après, Paris, Cerf, 1996.
- Articles « Ad intra-ad extra », « catholique », « devoir », « doctrine », « énergies », « immanence », « immortalité », « justification », « mystère », « orthodoxie », « propriété », « satisfaction », « tentation », « tolérance », et « tradition » dans le Dictionnaire encyclopédique du Moyen Âge chrétien, sous la direction d’André Vauchez (Paris, éd du Cerf, 1997).
- « Bautain, un théologien romantique français ? », Louis Bautain, l’abbé-philosophe de Strasbourg : 1796-1867. Actes du colloque organisé par l’ERCAL les22 et 23 mai 1997 à Strasbourg, Ercal publications, 1999, 203 p., p. 83-103.
- L’Église à venir. Mélanges offerts à Joseph Hoffmann, Paris, éd. du Cerf, 1999, 384 p.
- « La foi pascale. Rendre compte de la résurrection de Jésus aujourd’hui », Paris, éd. du Cerf, 1997, 674p.; nouvelle édition, revue et corrigée, Paris, éd. du Cerf, 2002, 656 p.
- « Les implications œcuméniques dans l’enseignement de la théologie », La responsabilité du théologien. Mélanges offerts à Joseph Doré, Paris, Desclée de Brouwer, 2002.
- « Les apparitions du Ressuscité : de la théophanie à la christophanie », Fr. Dunand et Fr. Boespflug (éd.), Voir les dieux. Voir Dieu, Strasbourg, PUS, 2002, p. 79-94.
- « De l’amour retrouvé à l’amour signifié. Réponse à G. Hammann », M. Rose (éd.), Histoire et herméneutique. Mélanges offerts à Gottfried Hammann, Genève, Labor et Fides, 2002, p. 127-138.
- « Congratuaemur vehementer. La profession de foi de Léon I X», Joseph Doré (éd.), Le millénaire du pape Léon IX, Strasbourg, Éd. du Signe, 2003, p. 58-70.
- « Kardinal Yves Congar. Der Theologe der Ökumene des 20. Jahrhunderts in Frankreich », Chr. Möller (éd.), Wegbereiter der Ökumene im 20. Jahrhundert, Göttingen, Vandenhoeck & Ruprecht, 2005, p. 256-272.
- Direction et édition de L’œuvre ultime. Actes des premières journées de l’Action culturelle de l’Université Marc-Bloch, Strasbourg, Université Marc-Bloch, 2005, 341 p.
- Direction et édition d’Art, culture, industrie. Actes des deuxièmes journées de l’Action culturelle de l’Université Marc-Bloch, Strasbourg, UMB, 2007, 203 p.
- (avec Élisabeth Parmentier), Catholiques et protestants, théologiens du Christ au XXe siècle, Paris, Mame-Desclée, 2009, collection «Jésus et Jésus-Christ» no 96, 565 p. 2
- En collaboration avec Francis Messner, direction de l’ouvrage La théologie à l’université. Statut, programme et évolution, Genève, Labor et Fides, 2009[19].
- « Henri Le Saux : correspondance d’un passeur », in Ch. Maillard (dir.), Passeurs d’idées religieuses entre l’Inde et l’Europe, préface d’Ysé Tardan-Masquelier, Strasbourg, PUS, 2009, p. 129-143.
- En collaboration avec Élisabeth Parmentier, Pourquoi prêcher? Plaidoyer catholique et protestant pour la prédication, Genève, Labor et Fides, 2010, 272 p.
- Édition et postface des actes du colloque Jésus et Jésus Christ. I. De Jésus à Jésus Christ. I. Le Jésus de l’histoire, 18-19 novembre 2010, Université de Strasbourg, Paris, Mame-Desclée, 2010, 266 p. ; postface p. 255-261.
- « La révélation pascale du Dieu d’Israël : quelques remarques au sujet du Dieu de Jésus-Christ », in E. Bons & Th. Legrand,Le monothéisme biblique. Évolution, contextes et perspectives, Paris, éditions du Cerf, 2011, «Lectio divina» no 244, p. 437-454.
- « Lire ensemble: à propos du concept de consensus différencié entre catholiques et luthériens », in Anne-Laure Zilling (dir.), Lire et interpréter. Les religions et leurs rapports aux textes fondateurs, Genève, Labor et Fides, 2013, p. 185-197.
- « Johann-Adam Möhler », in G.-M. Hoff, U.H.-J. Kôrstner, J. Schneider (éd.), Arbeitsbuch Theologiegeschichte. Diskurse. Akteure. Wissensformen, vol. II, Stuttgart, Kohlhammer, 2013.
- « Le discours de Benoît XVI au Konzerthausde Fribourg : la “démondanisation”, paradigme pour un catholicisme minoritaire », in Droit et religion en Europe. Études en l’honneur de Francis Messner, Strasbourg, PUS, 2014, p. 401-423.
- (direction avec Thierry Legrand et Anne-Laure Zwilling), Une certaine image de Dieu. Hommage à François Bœspflug, Strasbourg, Presses universitaires de Strasbourg, 2015, 290 p.

## Décorations
- Chevalier de la Légion d'honneur (2022)[20]
- Chevalier de l'ordre national du Mérite (2012)[21]